# Twedter Plack
Der Twedter Plack (eigentliche Bedeutung: Twedter Platz; verkürzt häufig auch Plack; dänisch: Tved Plads oder Tved Plak) bezeichnet den besagten Platz sowie das um diesen Platz entstandene Stadtteilzentrum. Der Twedter Plack stellt das Zentrum des Flensburger Stadtteils Mürwik dar und befindet sich in dessen Stadtbezirk Friedheim.

## Lage
Der Twedter Plack liegt auf dem Ostufer der Stadt, im oberen Bereich Mürwiks auf einer Ebene (vgl. Hochebene) zwischen Twedter Berg mit einer Höhe von ungefähr 49,4 m ü. NN (siehe dort) und Marrensberg mit einer Höhe von ungefähr 52 m ü. NN (siehe dort). Diese Lage oberhalb des Osbektals begünstigt den Wareneinkauf, denn die Kunden müssen ihre Einkäufe auf keine steile Anhöhe hochschleppen, wie beispielsweise beim Hafermarkt Richtung Bismarckstraße oder Glücksburger Straße. Der Plack befindet sich 4,5 Kilometer von der Flensburger Innenstadt entfernt, zu der eine direkte Straßenverbindung besteht. Ebenfalls besteht eine direkte Straßenverbindung zum 1,7 Kilometer entfernten Meierwik und dem 6,5 Kilometer entfernten Glücksburg. Über die Straße Friedheim in Verbindung mit dem Schottweg (Skærvevej) ist der Plack zudem vom Stadtteil Engelsby erreichbar. Der Vorort Wees ist 3,5 Kilometer vom Plack entfernt und über die Straße Friedheim in Verbindung mit der Osterallee (Østerallé) und der Nordstraße (Nordvejen) erreichbar.

## Geschichte

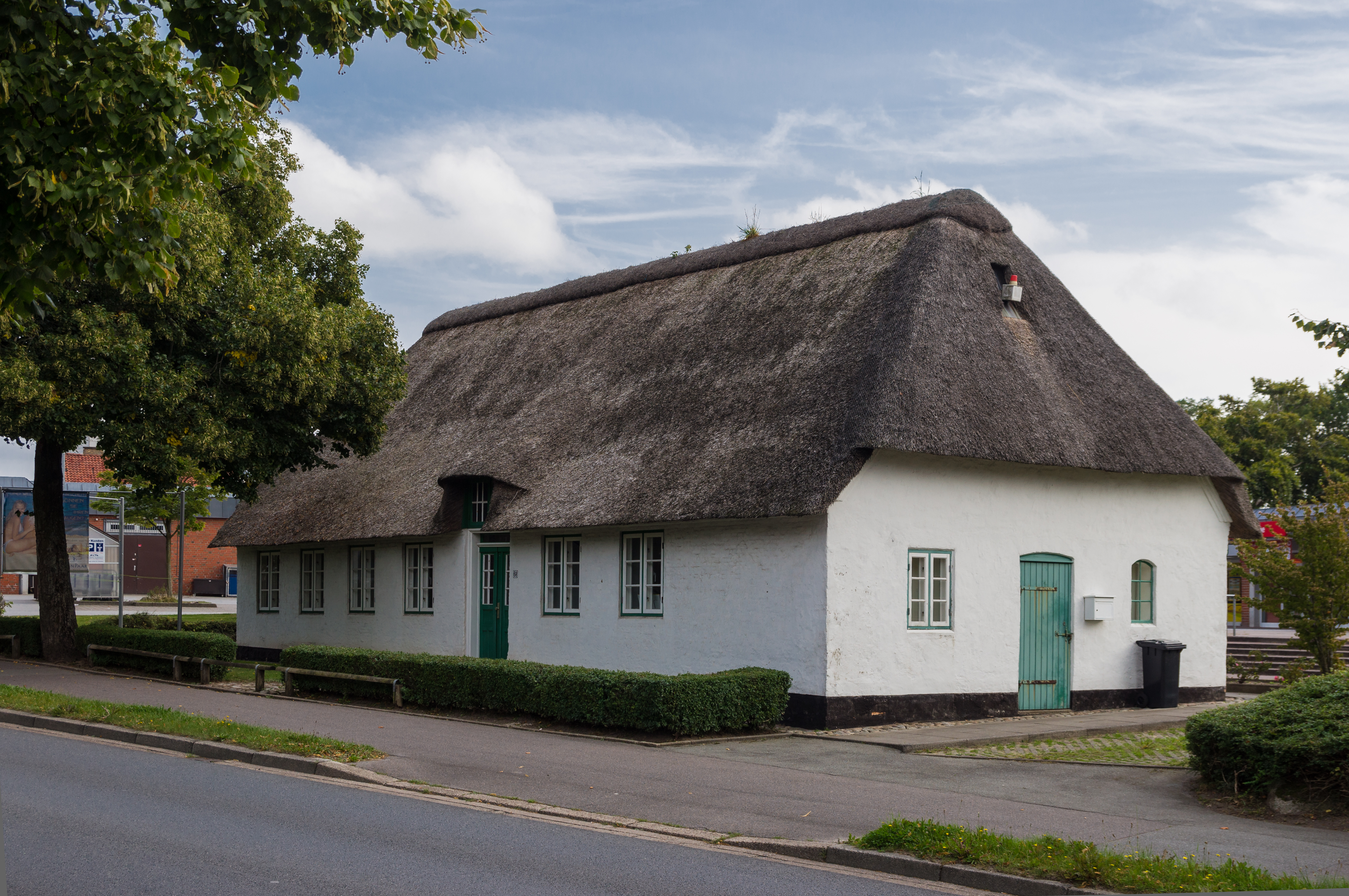
Die Kate aus dem 19. Jahrhundert stellt das wohl älteste Gebäude des Placks dar.

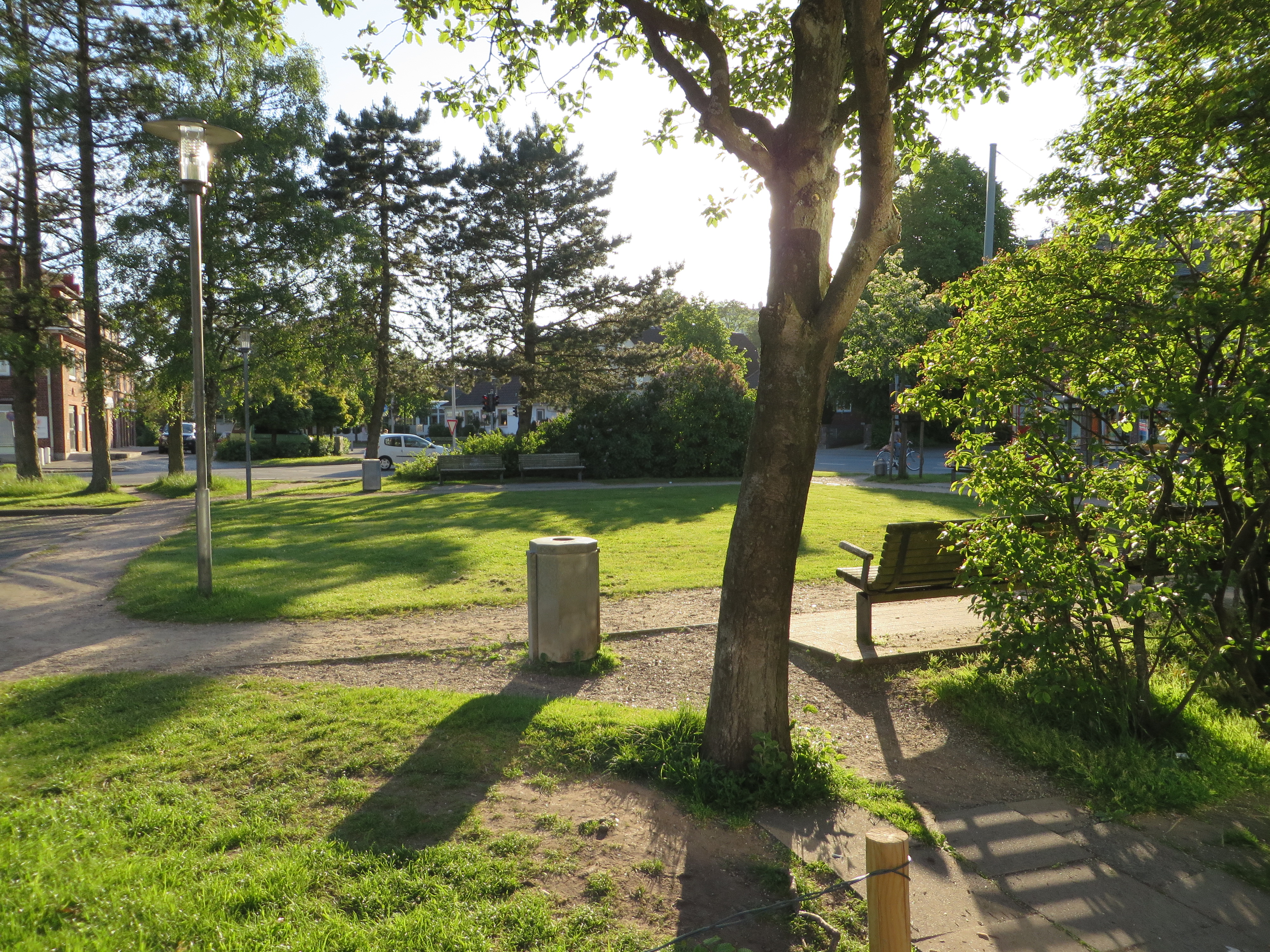
Der Rasenplatz Twedter Plack (2015)

Die Gegend des Twedter Placks gehörte Anfang des 20. Jahrhunderts zum nahegelegenen Twedter Holz. Damals standen in der Gegend offenbar nicht viele Häuser. Seit der Zeit um 1830 bestand die Kate in der Fördestraße 68, ehemals Twedter Holz 22, die heute noch am Plack existiert und als Kulturdenkmal des Stadtteils Mürwik eingetragen wurde. Twedter Holz wurde 1910 mit Fruerlund, Twedt und Engelsby zusammen eingemeindet und wurde danach Teil des Stadtteils Mürwik. In der Zeit nach der Eingemeindung entstanden in dem Bereich zwei Häuser, die heute noch erhalten sind. 1914 entstand das Wohnhaus in der Fördestraße 76, ehemals Twedter Holz 40, das für zwei Familien errichtet wurde und die Gestalt einer Villa besitzt. Kurz darauf, in den 1920er Jahren, schlossen sich die Frauen des eingemeindeten Dorfes Twedter Holz zu einer Gemeinschaft zusammen. Die Leiterin Frau Friedrichsen, die in der erwähnten Villa wohnte, organisierte Bus-Ausflüge in die Region und Zusammenkünfte in Gaststätten, bei denen gesungen und musiziert wurde sowie Vorträge gehalten wurden. Bis in die 1950er Jahre existierte diese Dorfgemeinschaft der Frauen. Das besagte Denkmal ist mittlerweile durch Zerfall gefährdet. 1927 entstand des Weiteren das Eckhaus mit den Adressen Friedheim 2 und Fördestraße 74.
Der Twedter Plack wurde schließlich Anfang der 1960er Jahre als rechteckiger Rasenplatz mit umliegender Begrünung am Rande und Parkbänken angelegt. Am 5. April 1961 erhielt die Straße Twedter Plack am eigentlichen Platz Twedter Plack ihren Namen. Um den Platz herum entstand mit verschiedenen Einkaufsmöglichkeiten das neue Stadtteilzentrum Mürwiks. Das alte Zentrum Mürwiks lag zuvor bei der Kreuzung der Mürwiker Straße mit der Blücherstraße und Swinemünder Straße. Der Name Twedter Plack erinnert noch, unschwer erkennbar, an den kleinen, nahegelegenen Ort Twedter Holz, der heutzutage mit seiner Umgebung verwachsen ist. Er erinnert damit auch an Twedt, denn Twedter Holz war von Twedt aus gegründet worden. Das Wort „Plack“ stammt aus dem Niederdeutschen und hat die Bedeutung Fleck oder Platz.
Der Twedter Plack entwickelte neben dem Zentralen Omnibusbahnhof Flensburg in der Innenstadt, zu einem wichtigen Knotenpunkt für den Busverkehr auf der Ostseite der Stadt. Schon 1950 war eine Buslinie vom ZOB nach Solitüde eingerichtet worden. Spätestens seit dem Jahr 1958 hielt ein Bus beim Johannisgarten (heute: Delfter Stuben). Schrittweise wurden weitere Buslinien zum Plack eingerichtet. Im Laufe der Zeit stieg offenbar die Kaufkraft der Bevölkerung und die Supermärkte am Plack wurden erweitert. 1995/96 wurde nördlich vom Plack, in der Fördestraße 63, 63a-b das rote backsteinerne Wohn- und Geschäftshaus errichtet, das seit dem den nördlichen Rand des Platzes bildet. Neben den fünf Läden im Erdgeschoss entstanden zwölf Wohnungen in den Obergeschossen des Gebäudes. 2002 wurde der südliche Teil des rechteckig angelegten Platzes Twedter Plack zu einem Parkplatz umgestaltet. Dort findet seitdem der Wochenmarkt des Twedter Placks statt. Daher sind heutzutage an Dienstagen und Freitagen von 4 Uhr bis 15 Uhr die Parkplätze nicht nutzbar. Der Wochenmarkt, der von 7 bis 13 Uhr stattfindet, ergänzt damit das Wochenmarkt-Angebot der Stadt. Auf dem größeren Südermarkt findet an jedem Mittwoch und Samstag ebenfalls ein Wochenmarkt statt. Zur Weihnachtszeit werden auf dem Plack Weihnachtsbäume verkauft. Von 1998 bis 1999 wurde die Kate in der Fördestraße 68 für Wohn- und Geschäftszwecke umgebaut. Ein Brillengeschäft bezog die Kate und gab ihr den Namen Brillenkate. 2014 begann eine neue Erweiterung von Geschäften am Plack. So wurden zunächst die Supermärkte ALDI und EDEKA erweitert. 2015 setzte sich die Erweiterung fort. ALDI erhielt einen neuen Standort nahe dem Hochhaus. Neue Gebäude für weitere Ladenlokale wurden anschließend auf dem ursprünglichen Standort von ALDI gebaut.

## Umliegende Geschäfte und Bebauung des Placks

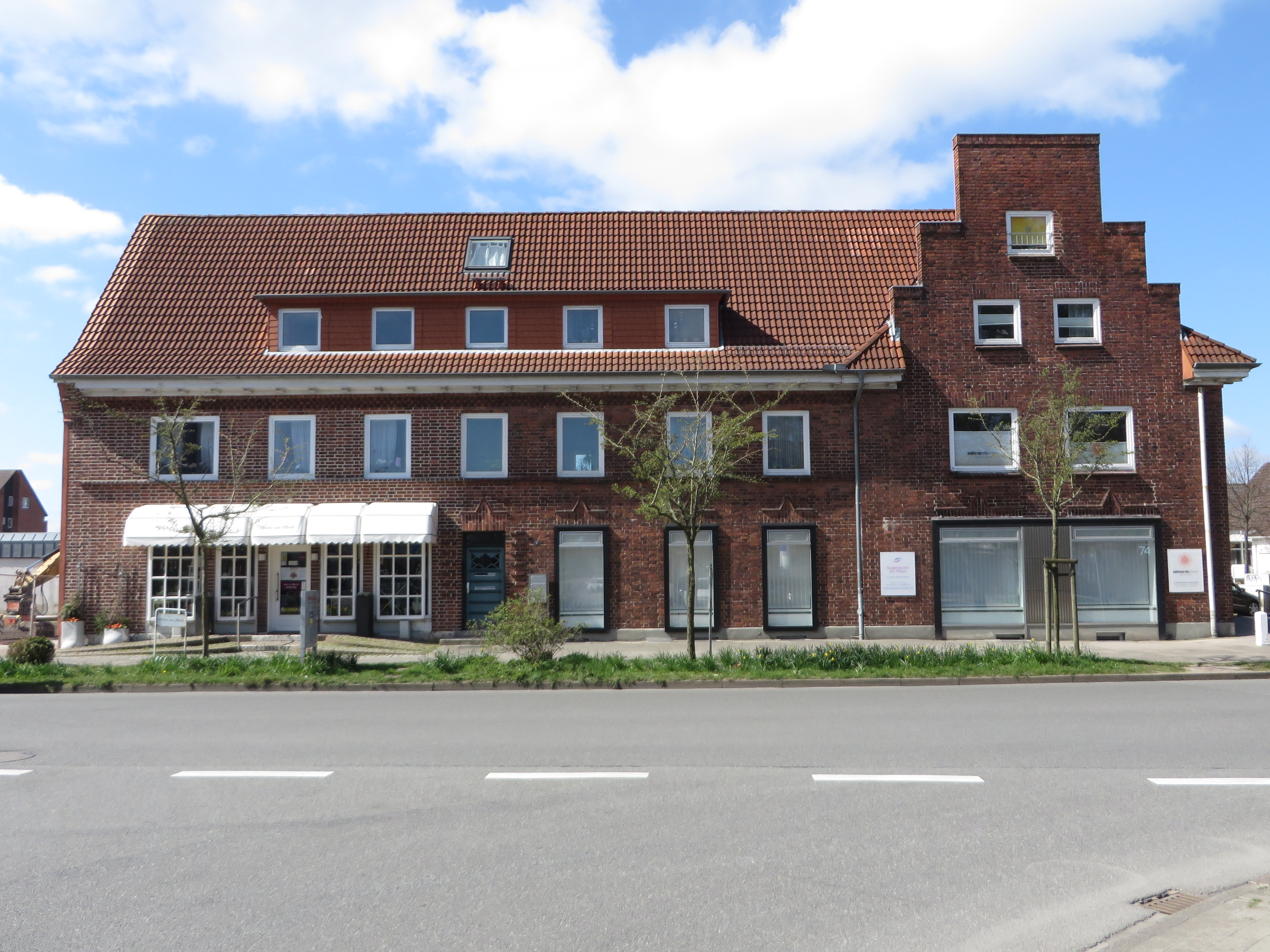
Denkmal Eckhaus Twedter Plack – Friedheim 2 und Fördestraße 74

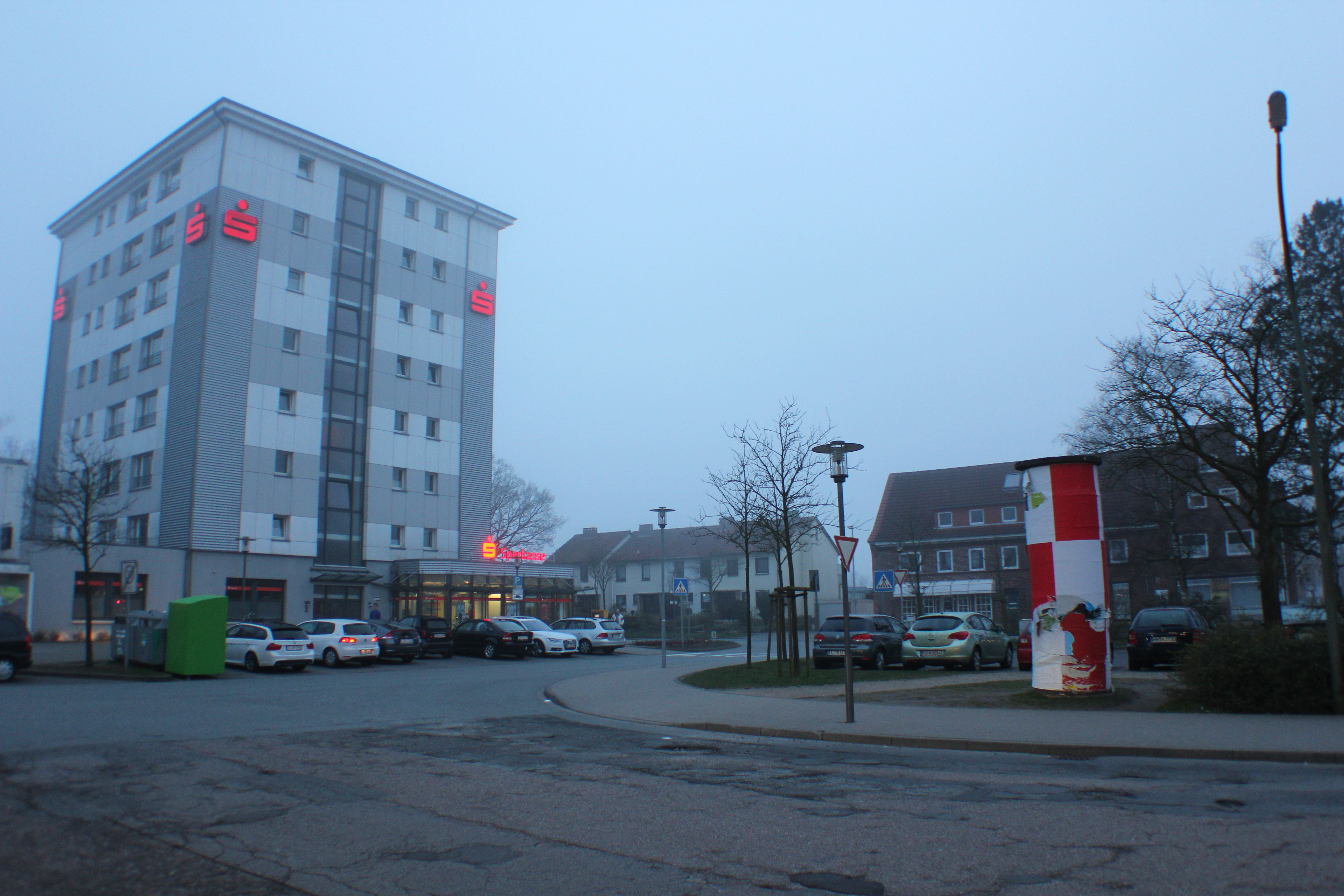
Das Twedter Plack Hochhaus an der Südseite des Twedter Placks

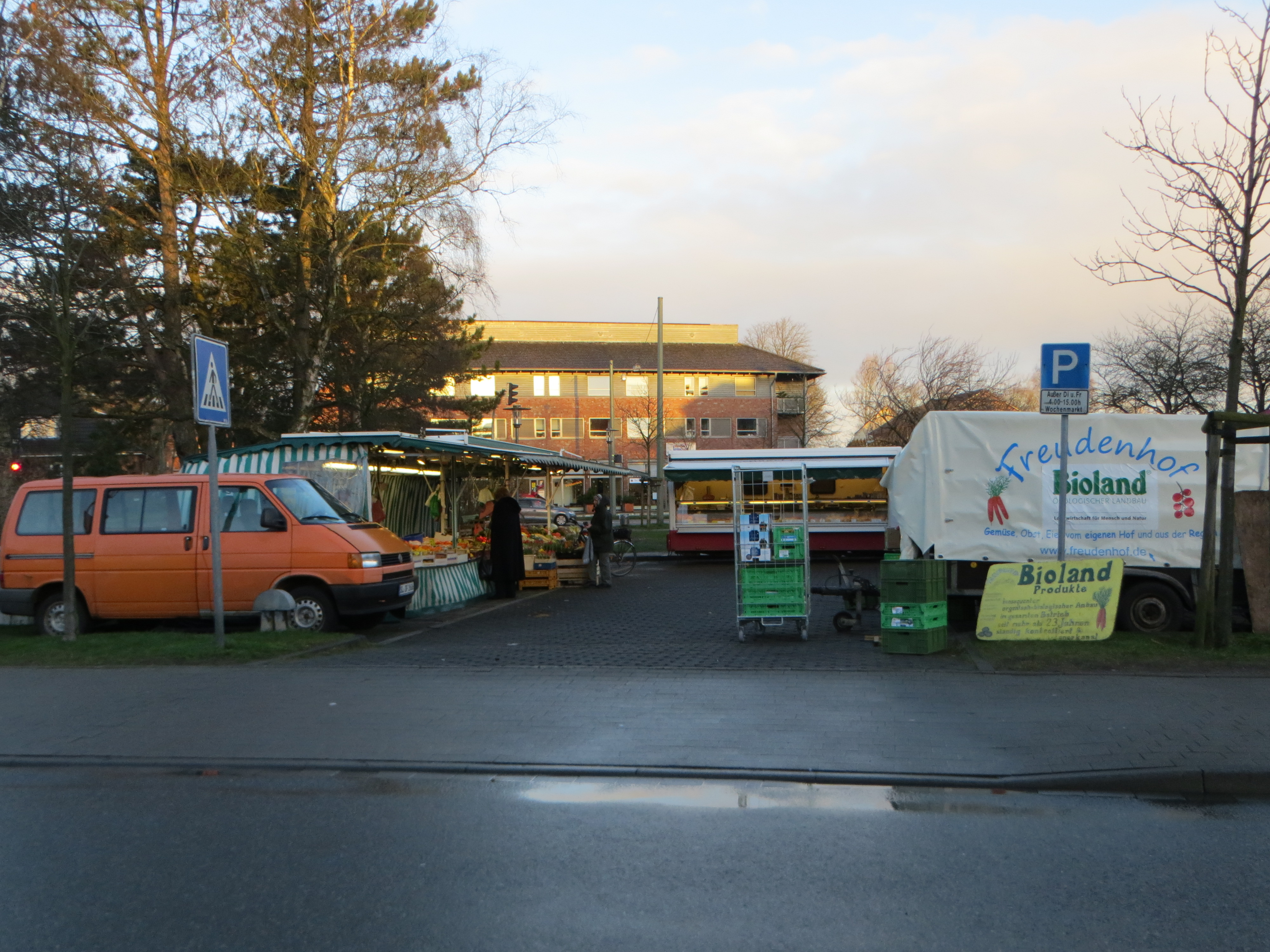
Wochenmarkt auf dem Twedter Plack

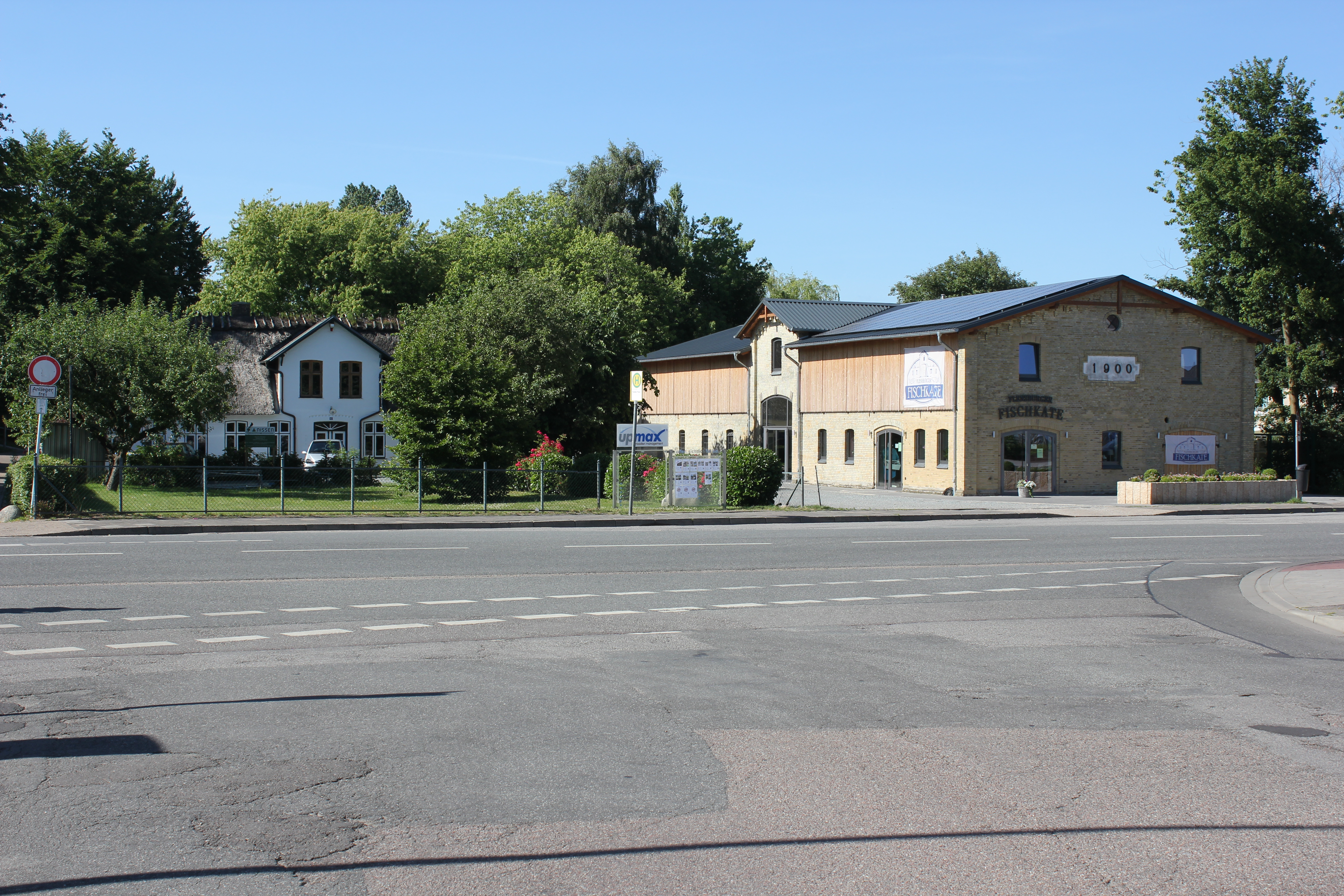
Fördestraße 65, Hauptgebäude des Gehöfts mit der Fischkate

### Stadtmöbel
Der Plack ist durch unterschiedliches Stadtmobiliar gestaltet und geprägt. So steht am eigentlichen Platz Twedter Plack neben der Bushaltestelle seit vielen Jahren eine Litfaßsäule. Ebenfalls am Platz befand sich seit vielen Jahren eine Uhrensäule, mit einer Uhr die ein Zifferblatt besaß. Diese Uhr wurde mittlerweile durch eine Digitaluhr ersetzt. In diesem Bereich des Placks war auch bis 2017 über Jahrzehnte eine Telefonzelle zu finden. Im südlichen Bereich, beim Twedter Plack Hochhaus, befinden sich ein Briefmarkenautomat und ein Postkasten. Gegenüber von Rewe befindet sich zudem ein öffentlicher Bücherschrank.

### Bushaltepunkte
Beim Twedter Plack halten heute die Linien 3, 7, 10 und 11 des Aktivbus sowie die Linie 21 der Verkehrsgemeinschaft Schleswig-Flensburg aus Glücksburg. Früher hielt dort auch die Linie 2. Ein Wendepunkt beim Plack ermöglicht es den Bussen, auf den nächsten Einsatz zu warten.

### Langlebige und große Geschäfte am Plack
- Aldi, Supermarkt der seit Jahren seinen Standort an der Fördestraße hatte, aber seit 2015 einen Neubau zur Straße Friedheim hat
- Alter Spar-Laden, welcher lange der Familie Kindtberg gehörte,[23] in dem sich heute die Kloster-Bäckerei und Werner’s Shop befinden.
- Bäcker Meesenburg, eine Filiale des Flensburger Bäckereibetriebs am Plack. Bäcker Meesenburg übernahm den Standort vom Bäcker Krüger, der sich dort schon zuvor über viele Jahre befand. Krüger zog anschließend zur Fördestraße 63a am Plack und verkaufte anschließend als Eis-Café Krüger Speiseeis. Krüger schloss ungefähr 2014.[24][25]
- Commerzbank, eine Filiale der Bank mit der Adresse Twedter Plack 1. In den Räumen der Bank befand sich zu Beginn des Placks ein Sparladen.
- Edeka, in den 1980er Jahren ENO genannt, der zuletzt 2014/15 erweitert wurde. Dort befindet sich heute auch eine kleine Poststelle. (Die ursprüngliche Post Mürwiks war die Kaiserliche Post beim alten Mürwiker Zentrum.)
- Friedheim-Apotheke, eine Apotheke.[26] Zu ihr gehört auch die Nikolai-Apotheke am Südermarkt.
- Flensburger Fischkate. Im alten Scheunengebäude des Jacobsenhofes, ein ehemaliger Bauernhof, ist seit Mitte der 1970er-Jahre ein Fischhändler beheimatet. Neueröffnung mit neuen Ladeninhabern im Februar 2014.[27]
- Nord-Ostsee Sparkasse, eine Filiale der Bank, die sich im Erdgeschoss des Twedter Plack-Hochhauses befindet
- Rossmann Drogeriemarkt
- Rewe, ein Supermarkt am östlichen Rand des Placks. Er entstand um 1970 als Filiale der coop eG und wurde mehrfach erweitert, zuletzt im erheblichen Umfang 2011.[28][29] Über lange Zeit wurde der Supermarkt unter der coop-Marke Sky geführt. Im Oktober 2018 wurde aus dem Sky-Markt eine Rewe-Filiale.[30]
- star-Tankstelle, eine ehemalige Aral-Tankstelle, die schon seit Jahrzehnten am Plack existiert und auch dann noch geöffnet hat, wenn die anderen Geschäfte geschlossen haben.[31]
- TEDi, der Sonderpostenmarkt eröffnete im Jahr 2016
- Twedter-Plack-Passage, eine kleine Ladenpassage mit verschiedenen Geschäften, unter anderem mit der Eisdiele Eiszeit-Herzog[32] und einem Bäcker. Über viele Jahre befand sich in der Passage eine Filiale von Schlecker.[33][34][35]

In den 1980er Jahren existierte am Plack auch eine Filiale der Will. Rohwer Kg., die neben Büro- auch Geschenkartikel und einige Spielwaren im Sortiment führte. Das Geschäft lag nahe einem Zugangsweg zum ADS-Kindergarten (Lage). Eine zweite Filiale von Rohwer bestand am Südermarkt. Auch ein Kleidungsgeschäft bestand über viele Jahre am Plack. Das Textilhaus Hermes das zuletzt noch am Südermarkt seinen Geschäftsstandort hatte, verkaufte in den 1980er Jahren zudem auch in einer Filiale am Plack Kleidung und Textilien. Ende 2014 schloss das Lecker Schuhhaus Jessen seine Filiale am Plack, die im Jahr 1977 von einem anderen Schuhgeschäft übernommen wurde. Das Schuhgeschäft befand sich direkt neben alten Aldi-Standort, im selben Gebäude. Ende 2015 verbreiterte sich das Warenangebot am Twedter Plack wieder etwas. Es eröffnete erstmals ein Buchgeschäft, die Buchhandlung am Plack. Auch ein langlebiger Friseursalon existiert am Plack. Der Bio-Lebenshändler Biosager, der sich viele Jahre im Alten Sparladen befand, zog Ende 2016 in die Heinrichstraße beim Hafermarkt. 2017 wurde die Filiale von Schlachter Jepsen am Plack genauso wie die in der Holm Passage geschlossen. Der traditionsbetrieb mit mehreren Filialen in Flensburg war zuvor 2016 in Insolvenz geraten und war in Folge von der Westrich GmbH übernommen worden.

### Denkmalgeschützte Häuser
Am Plack stehen auf der Seite zur Fördestraße hin verschiedene denkmalgeschützte Häuser, die schon vor der offiziellen Benennung des Placks bestanden.
- Villa in der Fördestraße 49 (früher: Twedterholz 19), am Rande des Placks aus dem Jahr 1904
- eingeschossiges Backsteinwohnhaus in der Fördestraße 61 (früher: Twedterholz 31 b) aus dem Jahr 1929
- Jacobsenhof, Gehöft in der Fördestraße 65 aus dem 19. Jahrhundert, von dem das Hauptgebäude, ein Angeliter Bauernhaus, und das Wirtschaftsgebäude (heute: Fischkate) erhalten blieben.[27]
- Kate in der Fördestraße 68 (früher: Twedter Holz 22) aus dem 19. Jahrhundert, die als Kulturdenkmal eingetragen wurde.
- Eckhaus Friedheim 2 und Fördestraße 74 aus dem Jahr 1929
- Wohnhaus in der Fördestraße 76 (früher: Twedter Holz 40) aus dem Jahr 1914

### Hansigarten
Nordöstlich vom Twedter Plack lag ab 1975 eine kleine Parkanlage. Dort bestand über viele Jahre der Hansigarten, dessen Besitzer Erich Hecht bis in die 1980er Jahre hinein eine Ziervogelzucht betrieb. Nach dem Ende des Betriebes verblieben die Fundamente der Käfige und einige alte Obstbäume in der Parkanlage zurück. Sechs verschiedene Fledermaus-Arten sollen sich dort angesiedelt haben. 1998 wurde die Parkanlage im Flächennutzungsplan als Wohnbaufläche ausgewiesen. Der nächste, größere Park ist der Volkspark mit dem Mürwiker Wasserturm in 2,5 Kilometer Entfernung. Seit 2014 begannen Planungen für zwei Wohnhäuser mit zusammen 22 Wohnungen auf dem Areal, welche in den Jahren danach auf dem Hansigarten-Areal realisiert wurden. Die angrenzende, westlich gelegene Grünfläche, im Winkel der Straßen Fördestraße sowie Twedter Strandweg und Solitüder Straße, auf dem früher ein großes Hinweisschild zum Hansigarten stand, blieb bis heute unbebaut.

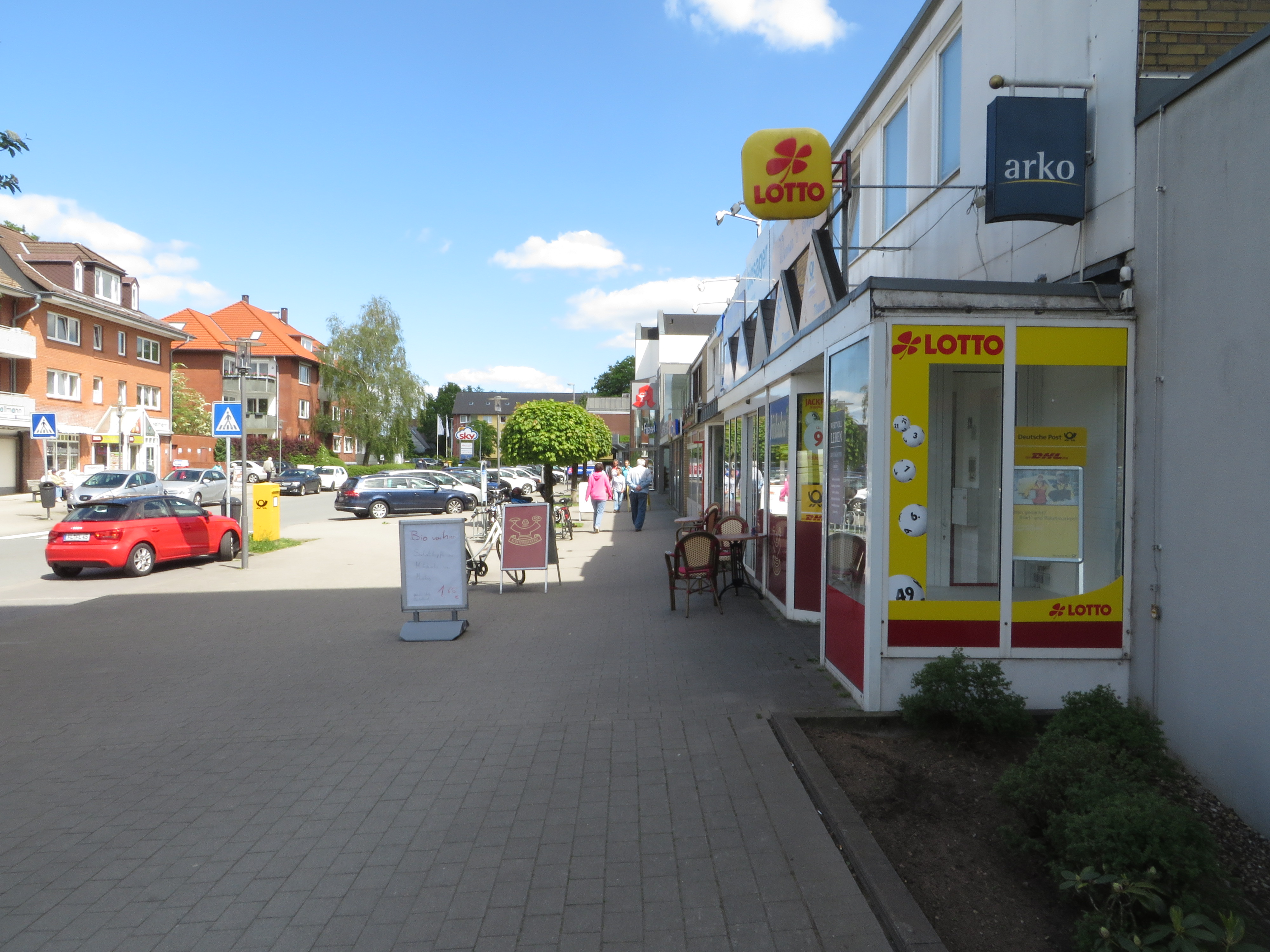
Geschäfte des Placks am Marrensdamm (2015)

### Weitere Bebauung
Neben den Geschäftsgebäuden, Ladenlokalen und Supermärkten existiert eine Anzahl von Wohnungen am Plack. Hinter den Häusern des Placks versteckt liegt zudem der ADS Kindergarten, der größte Kindergarten des Stadtteils. Die Mürwiker Christuskirche liegt unterhalb des Placks und ist zu Fuß in zehn Minuten erreichbar. Bei der Kirche liegt die Zufahrt zur Marineschule Mürwik. Zudem steht seit 2012/13, knapp unterhalb des Placks, dass Verlagsgebäudes des Schleswig-Holsteinischen Zeitungsverlages.
Außerdem befinden sich noch mehrere Arztpraxen am Twedter Plack.